# The Reward of Valor
The Reward of Valor est un film muet américain réalisé par Allan Dwan et sorti en 1912.

## Synopsis
Marguerite Ward est éprise de Charley Hickox, mais son père verrait d'un bon œil qu'elle épouse le comte de Wight, lord très suffisant. Grâce à Bill Ward, le frère de Marguerite, les masques vont tomber et les véritables personnalités de chacun apparaître…

## Fiche technique
- Réalisation : Allan Dwan
- Date de sortie : États-Unis : 27 mai 1912

## Distribution
- J. Warren Kerrigan : Charley Hickox
- Pauline Bush : Marguerite Ward
- Jack Richardson : le comte de Wight
- Marshall Neilan : Bill Ward
- George Periolat : Mr Ward
- Louise Lester : Mrs Ward